# Elektronische Kamera

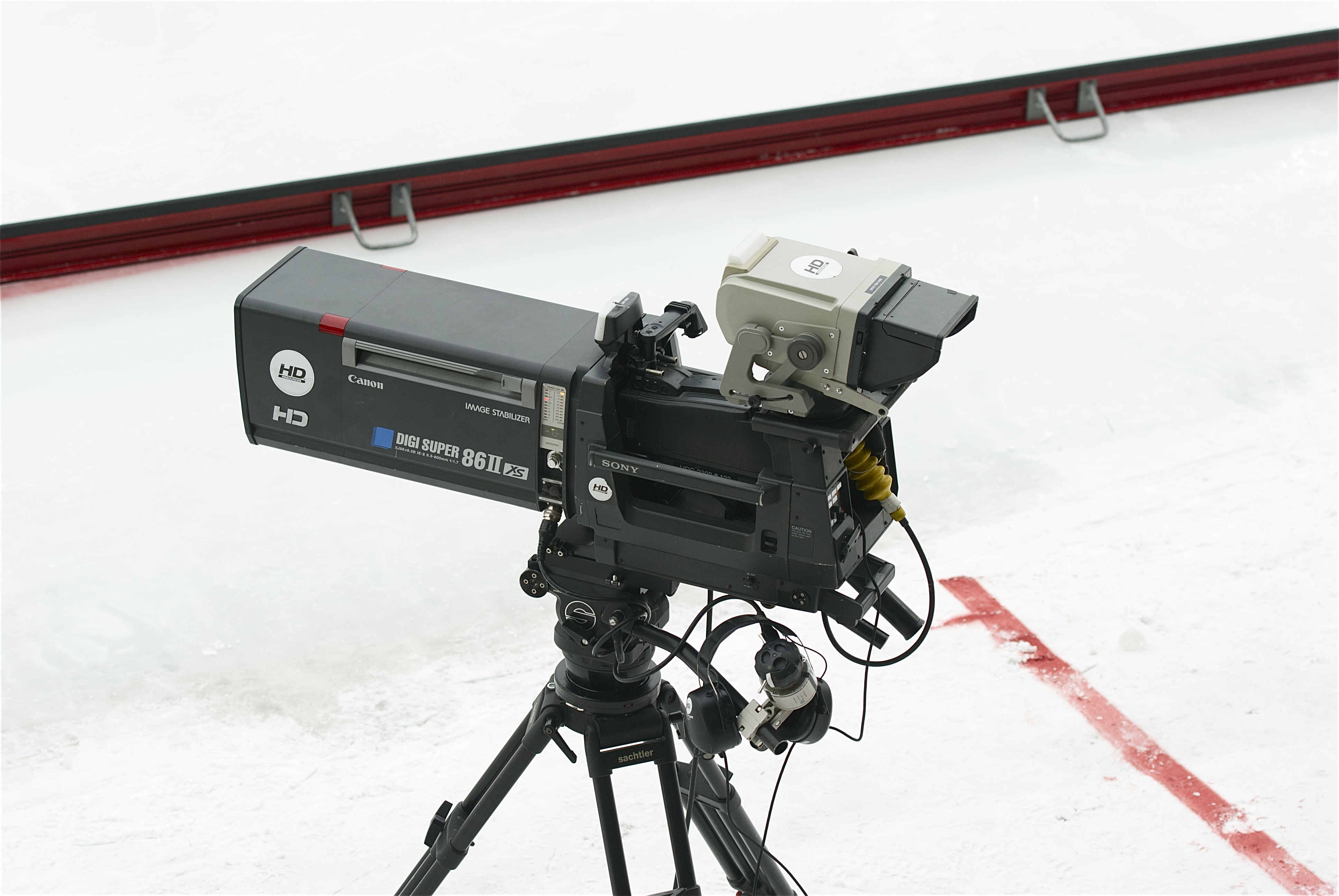
Eine Fernsehkamera bei einer Eishockeyübertragung. Die Kamera ist in einem sogenannten Large-Lens-Adapter befestigt, an den das Objektiv und der Sucher montiert werden.

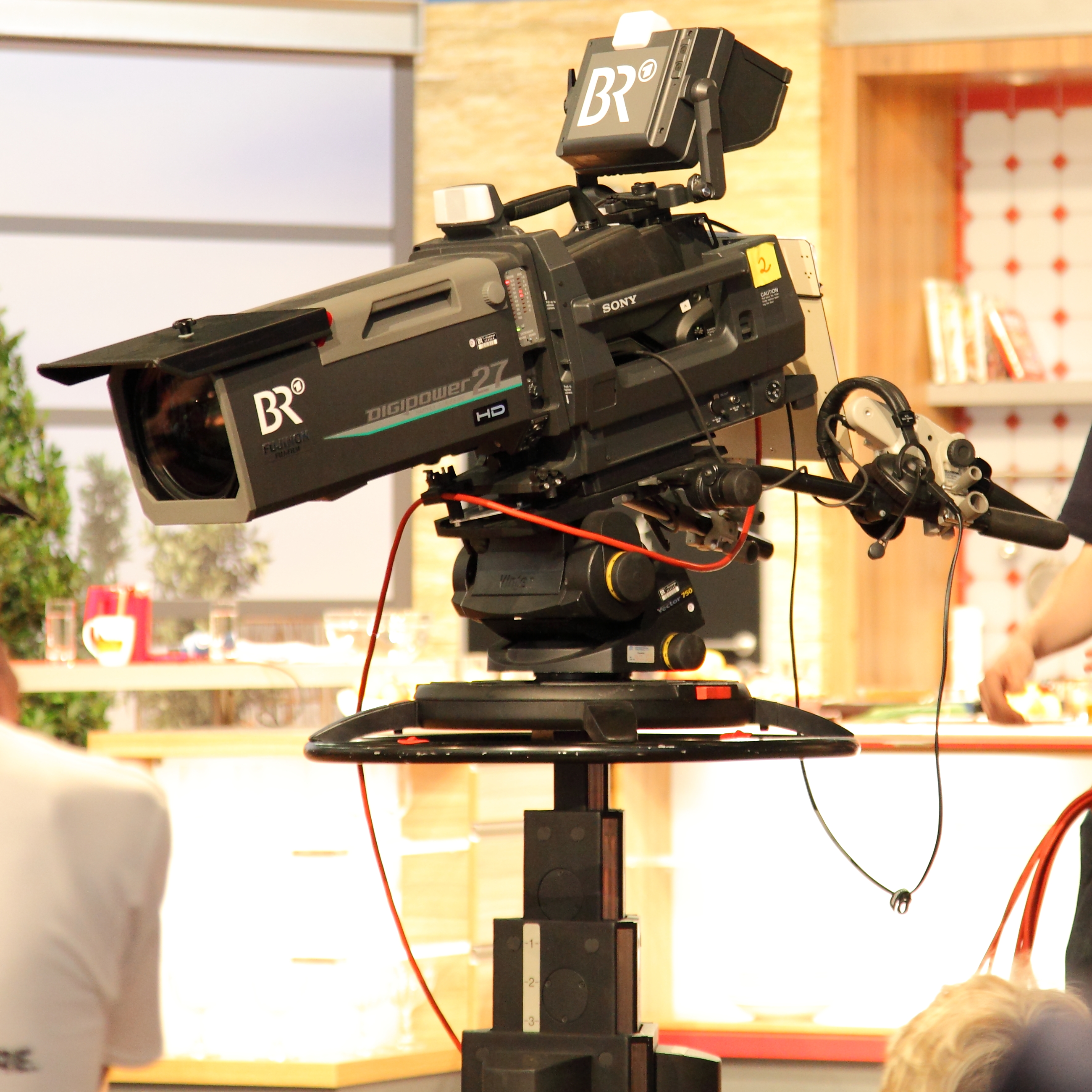
Studiokameras auf Pedestal

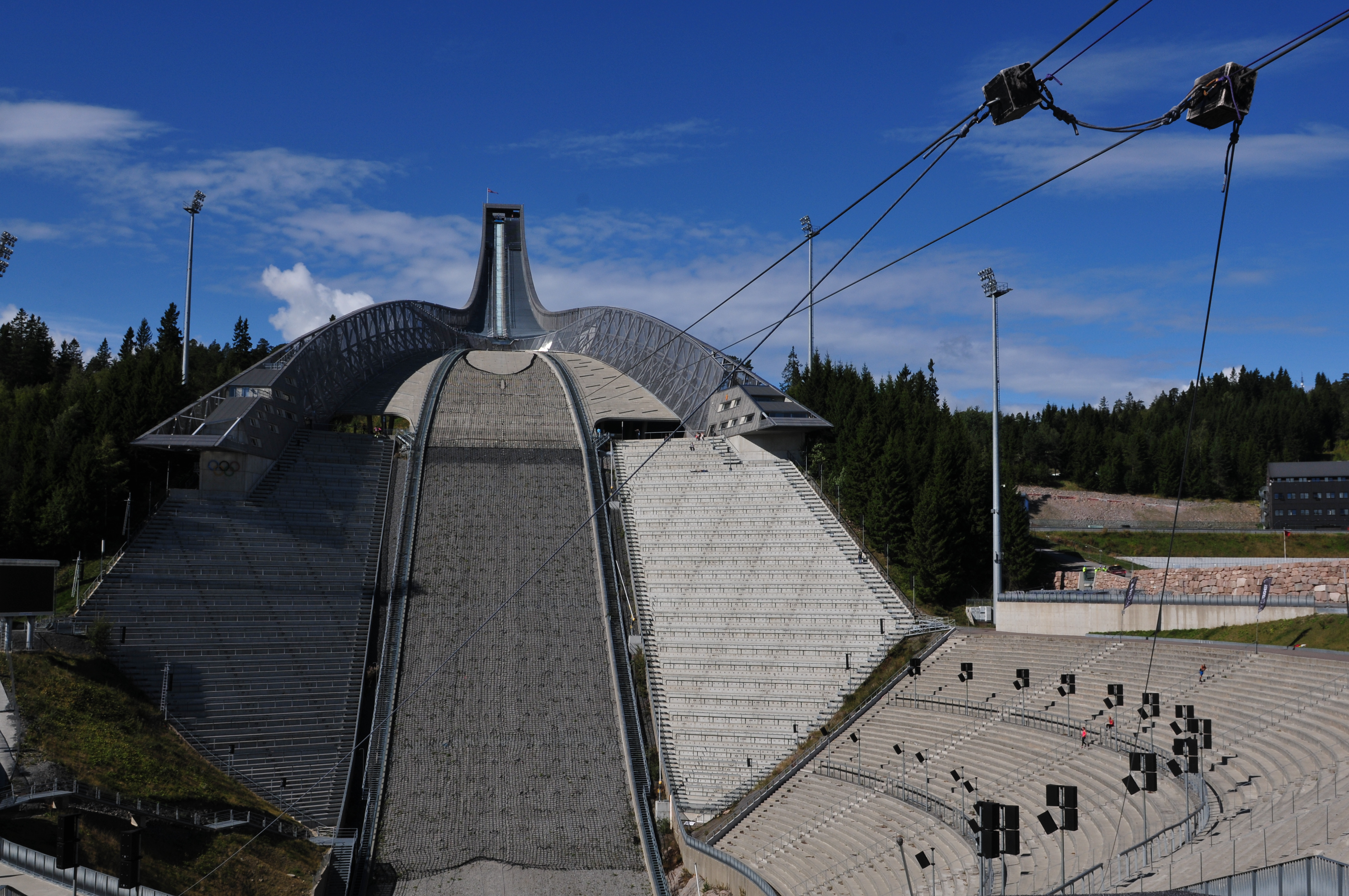
Kameraseilbahn am Holmenkollbakken

Als elektronische Kamera bezeichnet man Geräte, die dem elektronischen Erfassen von Bewegtbildern dienen, die anschließend direkt übertragen oder auf verschiedenen Speichermedien aufgezeichnet werden können. Seit Beginn der elektronischen Bildübertragung existieren im professionellen Bereich elektronische Kameras, sie sind als Vorläufer der Videokamera zu betrachten.

## Geschichte und Entwicklung
Die Grundlagen der elektronischen Kameras gehen auf das Jahr 1883 zurück, in dem Paul Nipkow die Idee für seine Nipkow-Scheibe hatte. 1923 wurde das Ikonoskop erfunden, der erste vollelektronische Bildabtaster. Durchsetzen konnte sich nur letztere Technik, die, nach einigen Verbesserungen, erst Anfang der 1990er Jahre von CCD-Sensor und CMOS-Sensor abgelöst wurde.

## Typen elektronischer Bewegtbild-Kameras
Elektronische Kameras dienen der qualitativ hochwertigen Aufzeichnung von Bildern. Da diese aus sehr hochwertigen Materialien bestehen, sind diese Kameras dementsprechend teuer. Bei elektronischen Kameras unterscheidet man verschiedene Arten von Kameras.

### Studiokamera
Studiokameras erzeugen ähnlich der Kamera für Filmproduktionen hochwertige Bilder, sind jedoch nur für den Gebrauch in Fernsehstudios oder bei Außenübertragungen ausgelegt. Studiokameras besitzen keine eigene Aufzeichnungsmöglichkeit, sondern führen Bild- und Tonsignale über eine Glasfaser- oder Triax-Leitung zu einem Ü-Wagen oder in einen Regieraum. Dort werden die Signale dann bearbeitet, aufgezeichnet oder direkt ausgestrahlt. Nahezu alle technischen Parameter und Einstellungen der Kamera werden ebenfalls von dort überwacht und verändert, sodass am Gerät selbst kaum Einstellungen durchgeführt werden müssen.
Da Studiokameras sehr schwer sein können, gibt es spezielle massive Fahrstative (technisch korrekt Pedestals) mit meist drei zueinander 120°-stehenden Doppelrädern und einer in ihrer Höhe stufenlos veränderbaren fünfgliedrigen Teleskopmittelsäule. Diese über Drucktanks gesteuerte Konstruktion gleicht das Gewicht der Kamera und des Schwenkkopfes aus, sodass der Kameramann die Kamera ohne jede Mühe vertikal bewegen und auch in jeder Höhe ruhen lassen kann. Die Rollrichtung aller Doppelräder ist gekoppelt und über den Lenkkranz unterhalb der Kameraaufnahme steuerbar, was ruckfreies Anfahren/Abbremsen als auch verwacklungsfreies Kurvenfahren ermöglicht. Die konstruktionsbedingt kombinierbare Möglichkeit von horizontalen Kamerafahrten und vertikalen Bewegungen zugleich „im On“, wie auch das schnelle Verschwinden/Verstecken, wenn eine Kamera „aus dem Bild muss“ – was häufig passiert – machen die Besonderheiten in der Einsetzbarkeit dieser Art von Stativen aus.
Die auf der Briefmarke dargestellte Studiokamera gehört zur sog. „Zweiten Generation“ der Farbfernsehkameras, sie stellt das Modell „KCU 40“ der Firma FESE (damals eine Abteilung von Bosch, heute Grass Valley Germany) in Darmstadt dar, noch ausgestattet mit Plumbicon-Bildaufnahmeröhren. Die Kamera befindet sich auf einem Pedestal von Vinten (GB), die Kombination beider Geräte galt lange als „Klassiker“: Sie war ab Anfang der 1970er Jahre in Vielzahl verwendete Standardausrüstung in praktisch allen Fernsehanstalten. Die KCU war vereinzelt noch bis Ende der 1980er Jahre in Gebrauch, die Pedestals (ugs. Pumpstative) sind bis heute Standard in Studios und auf Außenübertragungen geblieben.

### Elektronische Berichterstattungskamera (EB)
Im Gegensatz zu den Studiokameras besitzen EB-Kameras einen eingebauten Rekorder, der die Bild- und Tonsignale komprimiert und auf ein Aufnahmemedium speichert. Heute werden dazu meist Speicherkarten oder optische Speicher benutzt, früher meist Videokassetten. Kameras für die elektronische Berichterstattung müssen vor allem leicht sein, aber dennoch gutes Bildmaterial aufzeichnen. Sie teilen sich deshalb oft eine gemeinsame Basis mit Studiokameras desselben Herstellers, sind aber kompakter gebaut und verzichten auf einige Funktionen.

### Digitale Kinokamera/EC-Kamera
Diese jüngste Gruppe der elektronischen Kameras dient der Spielfilmproduktion und das Hauptaugenmerk liegt auf maximaler Bildqualität. Diese Kameras stehen im Wettbewerb zu dem klassischen 35-mm-Film. Begonnen hat die Einführung der digitalen Kinokamera mit den Geräten in der HDCAM-Norm durch George Lucas, inzwischen sind mit digitalen Kameras bereits hunderte Kinospielfilme produziert und aufgeführt worden. Als Pionier des Marktes gilt Sony, die 1997 die erste digitale Kinokamera („CineAlta“) auf den Markt brachten. Später stießen Panasonic („Varicam“) und Arri hinzu. Auch Firmen aus anderen Bereichen der Fernsehtechnik und neue Unternehmen wie Blackmagic Design, RED oder AJA erkannten die Chancen des Marktes und bieten inzwischen Kinokameras an.
Kinokameras besitzen meist einen eingebauten oder andockbaren Rekorder, jedoch ist es gängige Praxis, externe Rekorder anzuschließen, um bessere Kompressionstechniken oder Vorteile eines anderen Aufzeichnungssystems zu nutzen.

### "Automatische" Kamera
Der Terminus ist genaugenommen falsch; tatsächlich müsste es "ferngesteuerte Kamera" heißen:
Bei Studioproduktionen mit nur wenigen Kamerabewegungen – wie etwa Nachrichtensendungen – erfolgen sowohl die Einstellungen der Kamera (Schärfe, Zoom etc.) als auch das Schwenken des Stativs durch elektrische Aktuatoren, gesteuert entweder vom Schnittmeister oder einem einzelnen Kameramann im Regieraum; solche Kameras benötigen im Studio keinen Kameramann mehr.

## Kameraabgleich
Bei Studioproduktionen werden meist mehrere Kameras eingesetzt. Physikalisch bedingt liefern zwei Kameras nur selten das gleiche Bild; speziell leichte Farbabweichungen wären beim Umschalten auch für Laien sichtbar. Deshalb wird zu Beginn jeder Sendung ein Kameraabgleich durchgeführt: Alle Kameras im Studio werden gleichzeitig auf eine spezielle Konvergenztafel gerichtet, um im Regieraum die Farben durch Feineinstellung anzugleichen.

## Andere Kameratypen
- Filmkamera
- Camcorder
- Stehbildkamera
- Kamera (Überblick)